# The Battle at Lake Changjin II
The Battle at Lake Changjin II, también conocida como Water Gate Bridge, es una película de guerra épica china de 2022 y la secuela de The Battle at Lake Changjin (2021). Fue dirigida por Chen Kaige, Tsui Hark y Dante Lam y protagonizada por Wu Jing, Jackson Yee y Duan Yihong. La película conmemora el centenario del Partido Comunista Chino y se basa en los combates históricos en el paso de Funchilin durante la batalla del embalse de Chosin en la Guerra de Corea.
La película se estrenó el 1 de febrero de 2022 (Año Nuevo chino). 

## Sinopsis
Después de luchar en Sinhung-ni y Hagaru-ri, la 7.ª Compañía del Ejército Popular de Voluntarios de China llega al puente Water Gate en el paso de Funchilin, que protege un punto estratégico en la ruta de retirada de la 1.ª División de Marines estadounidense, y la 7.ª Compañía se involucra en una acción de francotiradores con las fuerzas estadounidenses.

## Reparto
- Wu Jing como Wu Qianli
- Jackson Yee como Wu Wanli
- Duan Yihong como Tan Ziwei
- Zhu Yawen como Mei Sheng
- Li Chen como Yu Congrong
- Elvis Han como Ping He
- Zhang Hanyu como Song Shilun
- Geng Le como Yang
- Du Chun

## Producción
The Battle at Lake Changjin II se filmó consecutivamente con la película anterior The Battle at Lake Changjin a principios de 2021. Según el presidente y productor de Bona Film Group, Yu Dong, la película "completaría la historia de la 7.ª Compañía y haría ver a la gente por qué se les llama la '7.ª Compañía de acero'. La producción estuvo a cargo de la oficina de cine del Departamento de Publicidad del Partido Comunista de China. La mayor parte de la película se rodó a principios de 2021 con dos equipos, que rodaron durante un total combinado de 210 días. Algunas escenas se volvieron a filmar en Hengdian World Studios a finales de 2021.
La película usa muchos efectos especiales, incluyendo millones de RMB de arena blanca que fue transportada a Hengdian para usarla como nieve falsa. Los actores también usaron maquillaje especial para simular la congelación en los rostros de los personajes.
El actor Wu Jing dijo que el combate en esta película fue más difícil que en la película anterior.

## Estreno
El 13 de enero de 2022, se anunció que la película se estrenaría el 1 de febrero (Año Nuevo chino) como una película del Año Nuevo chino.
Se estrenó en los cines IMAX y formó parte del segundo Año Nuevo chino más taquillero de IMAX después de 2021.
Yu Dong sugirió en una entrevista que la productora podría lanzar una versión del director de seis horas que combine material de The Battle at Lake Changjin y su secuela.

## Recepción
La película ha recaudado $626 millones en todo el mundo y actualmente es la novena película más taquillera de 2022.